# Ty Unwin
Ty Unwin, bürgerlich: Wayne Tyrone Unwin (geboren vor 1974) ist ein britischer Komponist.

## Werdegang
Tyrone „Ty“ Unwin wollte schon in seiner Jugend Komponist werden und hat entsprechend komponiert. Als er 17 Jahre alt war, gewann er dabei ein BBC-Wettbewerb, wobei er dort seine ersten Kontakte in den Medien knüpfte. Nachdem er seinen ersten BBC-Auftrag bereits während seines Studiums abgeschlossen hatte, verließ Ty Unwin das akademische Leben mit einem Musikstudium an der University of Huddersfield im Jahre 1990 mit der Absicht, Musik für seinen Lebensunterhalt zu schreiben.
Seine sture Entschlossenheit führte dazu, dass er mit der Zeit ein etablierter Komponist in Großbritannien wurde, der sich darauf spezialisiert hat, Musik für Medien in einer Vielzahl von Sprachen zu schreiben. Besonders bei Dokumentarfilmen im geschichtlichen und wissenschaftlichen Bereich hat er sich einen Namen gemacht. Zu seinen Arbeiten gehört der Fernsehfilm Supervulkan (2005) und zu seinen Kunden gehören BBC, Channel Four, Channel Five, ITV und TLC.
Neben dem Fernsehen schrieb er auch Partituren für mehrere kommerzielle Videos und zahlreiche Orchesterwerke.

## Filmografie (Auswahl)

### Filme
- 2003: Pompeji – Der letzte Tag (Fernsehfilm)
- 2005: Supervulkan (Fernsehfilm)

### Serien
- 2001–2001: Der Weltraum (6 Folgen)
- 2006–2006: Perfect Disaster (6 Folgen)
- 2007–2008: Last Man Standing (22 Folgen)
- 2011–2012: A history of Ancient Britain (5 Folgen)
- 2008–2013: Horror Trips – Wenn Reisen zum Albtraum werden (5 Folgen)
- 2016–2016: Taking Fire (5 Folgen)
- 2018–2018: Waco: Madman or Messiah (Miniserie; 2 Folgen)